# Большая Сосновка (Тамбовская область)
Большая Сосновка — село в Мичуринском районе Тамбовской области России. 
Входит в Новоникольский сельсовет.

## География
Село находится в 9 км к югу от административного центра сельсовета, села Новоникольское.
Часовой пояс
Большая Сосновка, как и вся Тамбовская область, находится в часовой зоне МСК (московское время). Смещение применяемого времени относительно UTC составляет +3:00.

## История
Село упоминается в документах ревизской сказки 1816 года по Козловскому уезду под названием: "Деревня Сосновка". В Сосновке насчитывалось 6 домов однодворцев с количеством жителей: мужского пола - 23, женского пола - 33 человека. Все жители деревни - однофамильцы Минаковы, в том числе домохозяева: Марк Данилович, Иван Никитьевич, Герасим Маркович, Роман Никитьевич, Михаил Леонтьевич, Николай Филиппович.
Вторично о Сосновке сообщаются дополнительные сведения в епархиальных источниках 1911 года. В то время в Сосновке числилось дворов крестьянских 104 с населением: мужского пола - 436, женского пола - 349 человек. Земельный надел крестьяне имели по 3 десятины на мужскую душу. Одновременно указано о том, что церковь в селе построена в 1852 году.

## Население
| 1989 | 2002 | 2010 |
| ---- | ---- | ---- |
| 250  | ↗283 | ↘233 |

Согласно результатам переписи 2002 года, в национальной структуре населения русские составляли 95 % от жителей.